# Химна Боцване
Државна химна Боцване носи назив „Ово је наша земља” (цв. Fatshe leno la rona). Текст и музику је саставио Кгалеманг Тумедиско Мотсете, а усвојена је након проглашења независности 1966. године.

## Текст
| L'Aube Nouvelle | L'Aube Nouvelle |
| Цвана оригинал | Српски превод |
| --- | --- |
| Fatshe leno la rona Ke mpho ya Modimo, Ke boswa jwa borraetsho; A le nne ka kagiso. Рефрен: Tsogang, tsogang! banna, tsogang! Emang, basadi, emang, tlhagafalang! Re kopane le go direla Lefatshe la rona. 'Ina lentle la tumo La tšhaba ya Botswana, Ka kutlwano le kagisano, E bopagantswe mmogo. Рефрен | Ова наша земља, поклон је Божји нама, Наслеђе наших предака, Заувек у миру живела! Рефрен: Устајте, устајте, мушкарци, устајте! И жене близу њих станите, Заједно ћемо радити и служити Овој земљи, овој срећној земљи! Прелепо славно име, Име Боцвана указало нам се Кроз јединство и хармонију, Заједно ћемо живети у миру. Рефрен |